# جبرگرایی الهی
جبرگرایی الهی یا جبرگرایی الهیاتی (به انگلیسی:Theological determinism) شکلی از جبرگرایی است که بر اساس آن تمام رویدادهایی که اتفاق می‌افتند از پیش تعیین شده و/یا مقدر هستند و توسط یک یا چند موجود الهی اتفاق میفتند یا اینکه با توجه به دانایی مطلق موجودات الهی، رخ دادن آنها ضرورت دارد. جبرگرایی الهی در تعدادی از ادیان از جمله جینیسم، یهودیت، مسیحیت و اسلام وجود دارد. همچنین توسط طرفداران پانتئیسم کلاسیک مانند رواقیون و باروخ اسپینوزا نیز حمایت می‌شود.

## طبقه‌بندی جبرگرایی الهیاتی
دو شکل از جبرگرایی الهیاتی وجود دارد که به عنوان جبرگرایی الهیاتی قوی و ضعیف (به انگلیسی:strong and weak theological determinism) شناخته می‌شوند.
- اولی، جبرگرایی الهیاتی قوی، مبتنی بر مفهوم الهه آفرینش که همه رویدادهای تاریخ را دیکته می‌کند است: «برای هر چیزی که اتفاق می‌افتد از پیش مقدر شده‌است تا یک الوهیت دارای دانایی مطلق و قادر مطلق پشت آن باشد».[۲]
- شکل دوم، جبر الهیاتی ضعیف، مبتنی بر مفهوم علم پیشین الهی است - «چون علم کل خداوند کامل است، آنچه خدا از آینده می‌داند ناگزیر اتفاق خواهد افتاد، در نتیجه، آینده از قبل ثابت و مشخص است».[۳] این شکل توسط جینیسم تأیید شده و توسط فرقه کانجی جینیسم به شدت دفاع می‌شود که اعتقاد به آن را به عنوان شرط لازم و اولین قدم برای رهایی می‌طلبد. آنها اغلب برای حمایت از تز خود از انیشتین نقل قول می‌کنند: «رویدادها اتفاق نمی‌افتد. آنها از قبل وجود دارند و در ماشین زمان دیده می‌شوند.»[۴] این شکل همچنین امکان تعدد خدایان را فراهم می‌کند، زیرا هیچ تناقضی در دستیابی به دانایی مطلق توسط موجودات متعدد وجود ندارد.

تفاوت‌های جزئی در طبقه‌بندی بالا وجود دارد. برخی ادعا می‌کنند که جبر الهیاتی مستلزم تعیین (قضا و قدر) همه رویدادها و نتایج تعیین شده توسط الوهیت است (یعنی نسخه ضعیف‌تر را به عنوان «جبرگرایی الهی» طبقه‌بندی نمی‌کنند، مگر اینکه اراده آزاد لیبترین به عنوان نتیجه انکار شود)، یا اینکه در نسخه ضعیف‌تر اینطور نیست و اصلاً «جبر الاهیاتی» را شامل نمی‌شود. جبر الهیاتی را می‌توان به‌عنوان شکلی از جبر علّی نیز در نظر گرفت که در آن شرایط پیشینی، طبیعت یا اراده خداوند هستند. با توجه به اختیار و طبقه‌بندی سازگارگرایی/ناسازگارگرایی الهیاتی در زیر، به معنایی ساده: «جبر الهیاتی این تز است که خداوند وجود دارد و نسبت به همه گزاره‌های واقعی، از جمله گزاره‌های مربوط به اعمال آینده ما، علم خطاناپذیر دارد»، این تعریف ساده و حداقلی برای دربرگرفتن همه اشکال جبرگرایی الهی آمده.

## اراده آزاد/اختیار و جبرگرایی الهیاتی

طبقه‌بندی ساده شده مواضع فلسفی در مورد اختیار و جبرگرایی الهی.

در نتیجه جبر الهیاتی و تفسیر فلسفی آن، برای اراده آزاد لیبرترینیسم متافیزیکی، دلالت‌ و پیامدهای مختلفی وجود دارد.